# Богуш Андрій Васильович
Андрі́й Васи́льович Бо́гуш (нар. 18 березня 1977, м. Чернігів — пом. 5 вересня 2014, Весела Гора Луганська область) — військовик Збройних сил України, водій-електрик 24-й батальйон територіальної оборони «Айдар» Збройних сил України. Загинув у ході війни на сході України, потрапивши у засідку на дорозі Металіст — Щастя.

## Життєпис

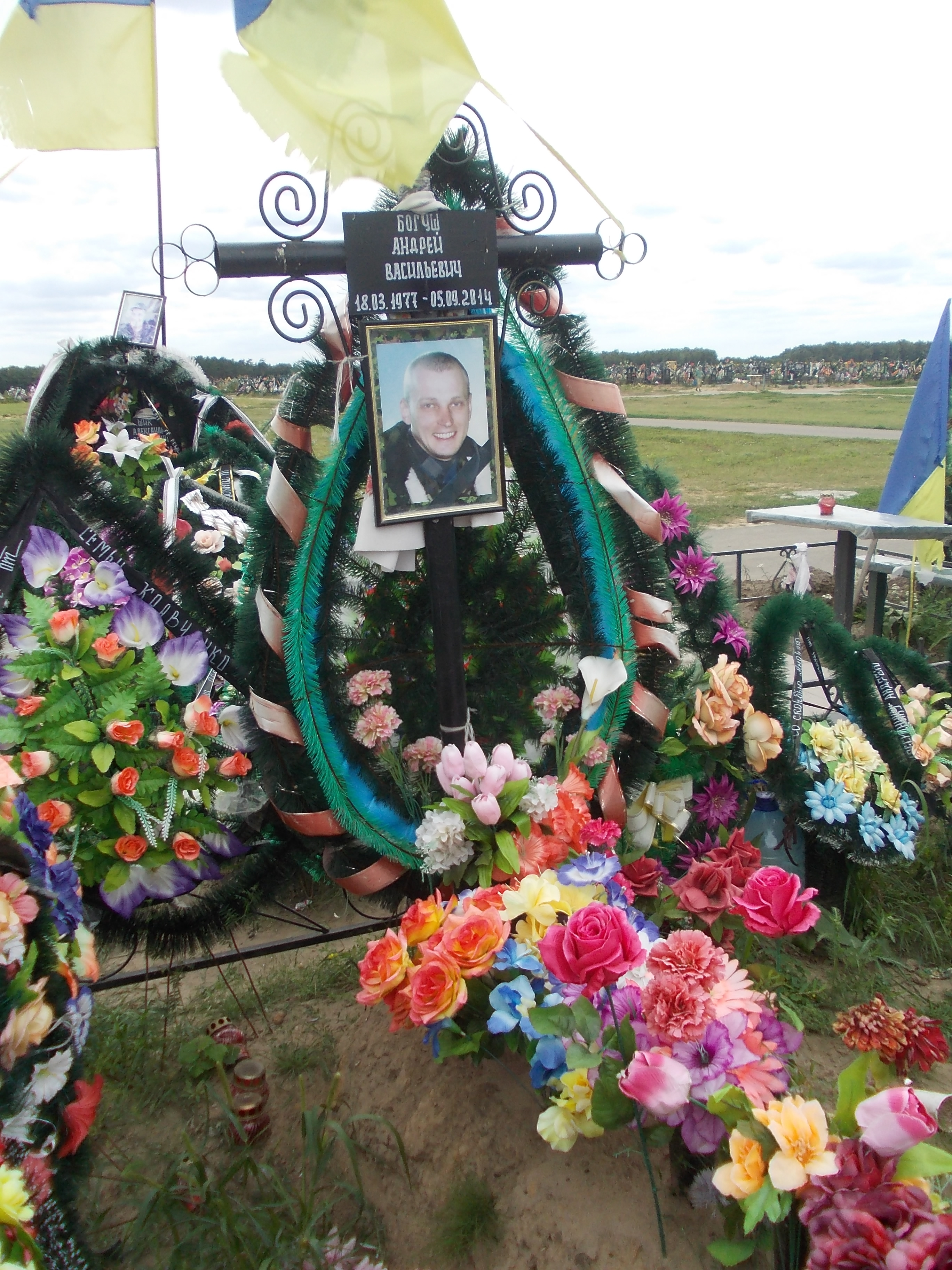
Могила Богуша А. В., кладовище Яцево, літо 2015

Народився Андрій Богуш 18 березня 1977 року в місті Чернігові. Закінчив загальноосвітню школу № 5 та профтехучилище за фахом столяр-червонодеревник.
Працював на виробництві меблів, очолював меблеве підприємство. Брав активну участь у Революції Гідності. Добровольцем пішов служити у батальйон «Айдар».
Водій-електрик 2-ї роти «Захід» 24-го батальйону територіальної оборони «Айдар».
5 вересня 2014 року група «Термінатора» і група «Грізлі», що повернулася з Стукалової Балки, сіли у вантажівку, яка їхала у бік міста Щастя.
У машині було 12 осіб першої групи та одинадцять бійців другої. Після повороту на Цвітні піски, через 1—1,5 км вони під'їхали до блокпоста, поблизу села Весела Гора (Слов'яносербський район), на якому майорів український прапор. Олександр Скиба («Термінатор») як командир групи вийшов з машини й підійшов до постового. На питання постового: «Хто такі?» відповів: «Ми — «Айдар». Постовий вигукнув «Айдар!» і одночасно весь блокпост відкрив вогонь по машині українських вояків. Після чого поранених українських вояків добивали пострілами.
Українські вояки потрапили в засідку вже після оголошення перемир'я.
У зв'язку із загибеллю на фронті Андрія Богуша й сержанта Рябого Віталія Вікторовича 12 вересня в Чернігові оголосили день скорботи, на будівлях і спорудах приспустили Державні Прапори України з чорною стрічкою.
Похований Андрій Богуш у Чернігові на цвинтарі Ярцево.

## Нагороди
За особисту мужність і героїзм, виявлені у захисті державного суверенітету та територіальної цілісності України, вірність військовій присязі під час російсько-української війни ногороджений:
- Орден «За мужність» ІІІ ступеня[4].
- Нагрудним знаком «За оборону Луганського аеропорту» (посмертно).
- Його портрет розміщений на меморіалі «Стіна пам'яті полеглих за Україну» в Києві: секція 4, ряд 9, місце 12
- Вшановується в меморіальному комплексі «Зала пам'яті», в щоденному ранковому церемоніалі 5 вересня[5]
- 2017 року в чернігівській ЗОШ ;5 відкрито меморіальну дошку його честі[6]